# Frederik III van Salm-Kyrburg

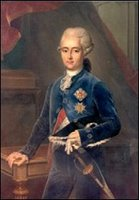

Frederik III Johan Otto Frans Christiaan Philip van Salm-Kyrburg (13 mei 1745 - 23 juli 1794), vorst van Salm-Kyrburg, prins van Horn en Overijse, prins van Ahaus, Bocholt en Gemen, graaf van Solre-le-Château, was vorst van Salm-Kyrburg van 1779 tot 1794. In 1772 kwam hij in dienst van de Republiek als kolonel van het infanterieregiment Saxen-Gotha.

## Biografie
Frederik was de oudste zoon van vorst Philip Joseph van Salm-Kyrburg en diens echtgenote, Maria Theresia van Horne. Hij groeide op aan het Franse hof. Via zijn moeder, oudste dochter van vorst Maximiliaan Emanuel van Horn, erfde hij alle bezittingen van de familie Horn. In 1779 volgde hij zijn vader op. Frederik trad in 1781 in het huwelijk met prinses Johanna Franciska van Hohenzollern-Sigmaringen. Ze kregen vier kinderen, van wie er slechts één volwassen werd:
- Frederik Hendrik Otto (1785-1786), erfprins van Salm-Kyrburg
- Frederik Emanuel Otto Lodewijk Philip Konrad (1786)
- Frederik IV Ernst Otto Philip Anton Furnibert (1789-1859), later vorst van Salm-Kyrburg
- Philippine Friederike Wilhelmine (1783-1786).

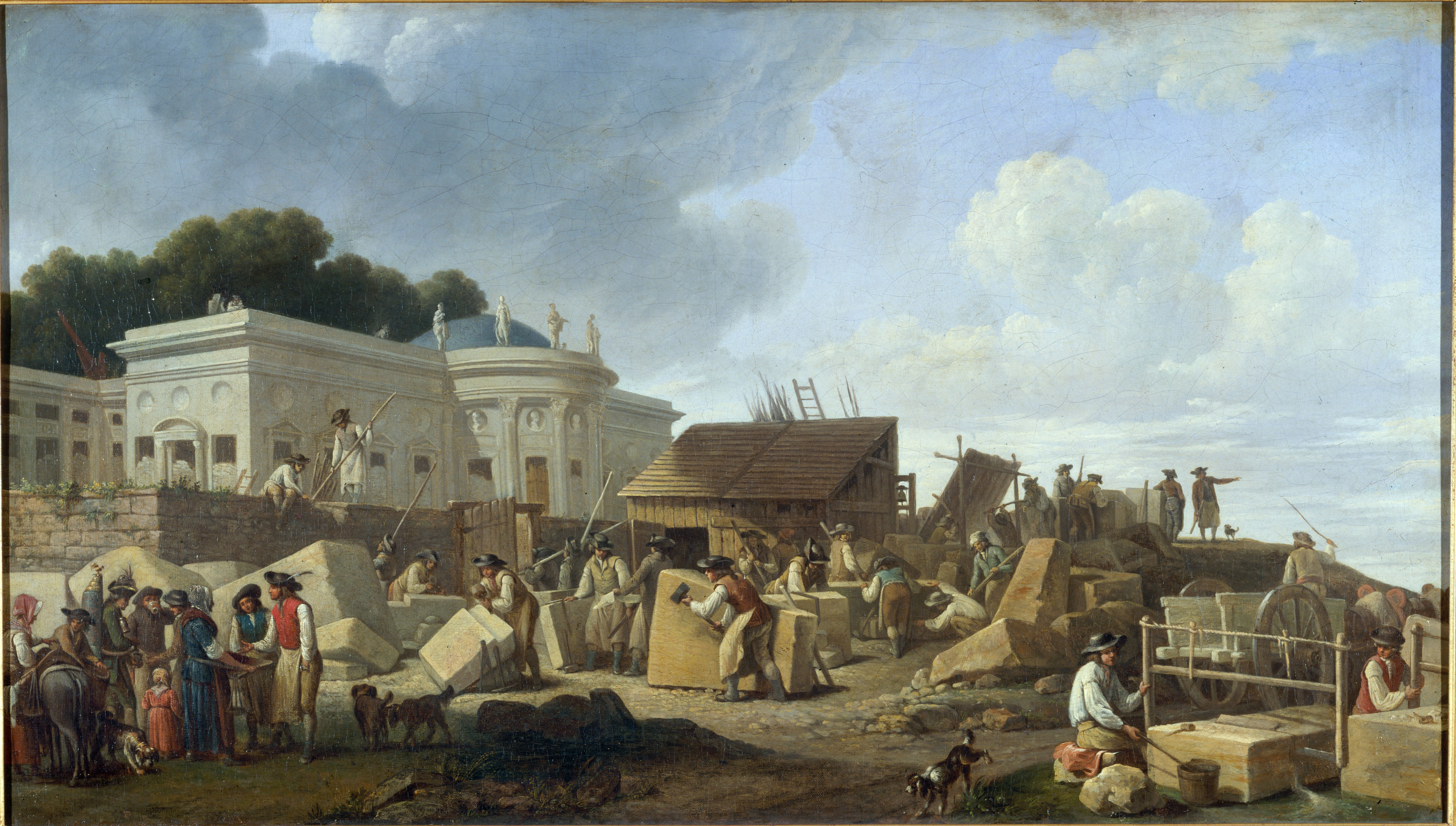
De bouw van het Hôtel de Salm aan de Seine

Rijk geworden door zijn huwelijk gaf Frederik III opdracht tot de bouw van het Hôtel de Salm in Parijs, die van 1782 en 1787 plaatsvond. Zijn uitgaven waren dusdanig groot, dat hij op zoek moest naar inkomsten.

### De Patriottentijd

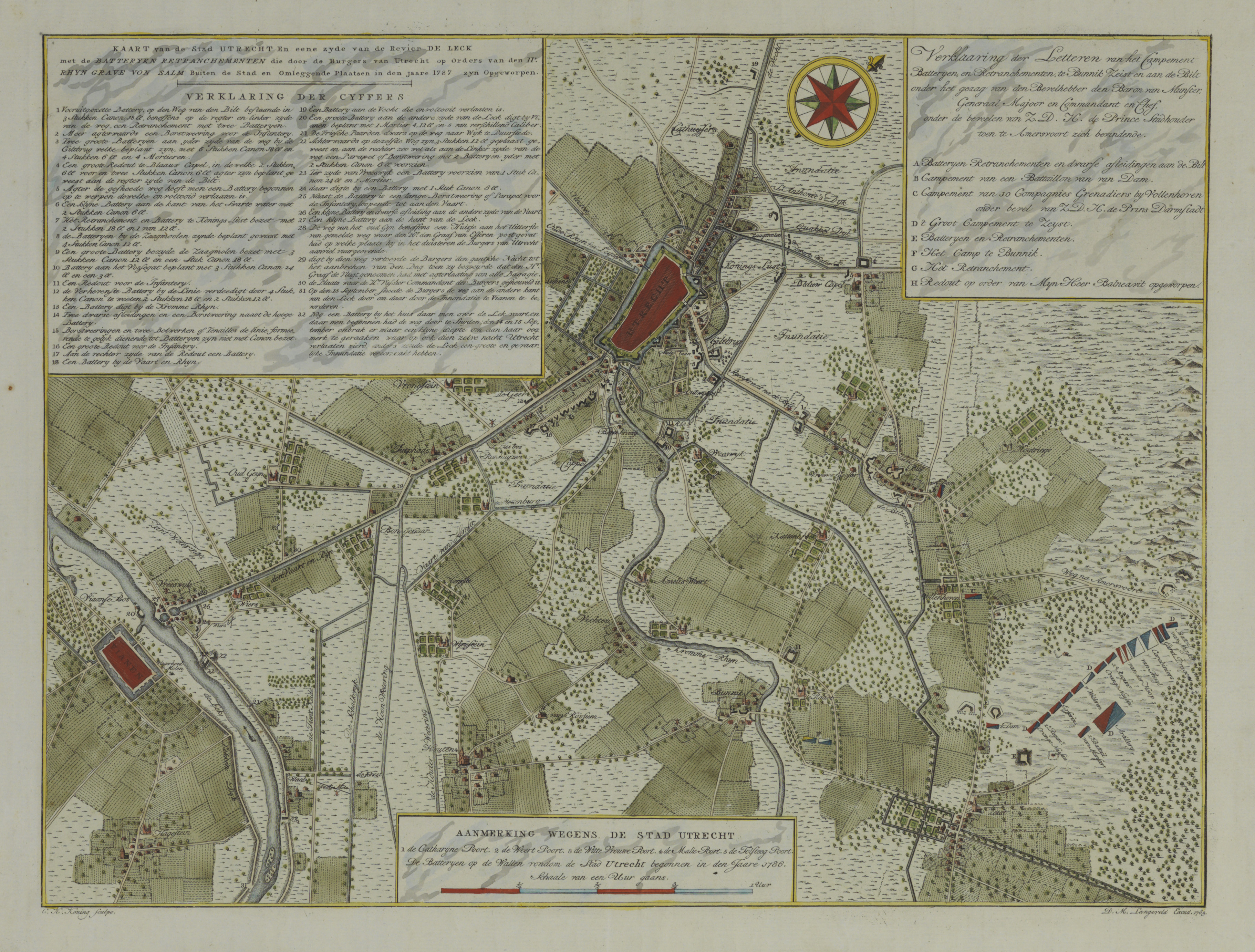
Kaart van de verdedigingswerken rond Utrecht in 1787.

De Rijngraaf van Salm speelde in de patriottentijd een belangrijke rol in de Republiek, waarschijnlijk door bemiddeling van Benjamin Franklin. Van Salm werd commandant van het regiment Huzaren, dat tijdens de Keteloorlog eind 1784 werd geformeerd. Van Salm nam deel aan de onderhandelingen met keizer Jozef II, die met een fors bedrag werd afgekocht in het jaar daarop. In september 1786 namen de Staten van Holland hem in dienst, om een cordon tussen Holland en Utrecht aan te leggen, maar een half jaar later kwamen er voorstellen dat zijn regiment zou worden afgedankt vanwege bezuinigingen. Vanuit Haarlem kwamen initiatieven het regiment naar Den Haag te zenden. In Amsterdam kwam het tot demonstraties toen de burgemeesters dat voorstel verwierpen. Van Salm hoopte de plaats van de Oranjes te kunnen innemen. Om de populaire Van Salm te steunen werd er enkele dagen later een fonds opgericht, dat een aanzienlijk bedrag binnenhaalde, zodat Salm kon aanblijven. Vanaf 22 mei 1787 voerde Salm het bevel over de verdediging van de stad Utrecht, het democratisch eldorado, dat sinds 1 mei werd belegerd door het Staatse leger. Op 29 juni gaf Salm te kennen met honderd man richting Schoonhoven te willen trekken, om prinses Wilhelmina van Pruisen gevangen te houden. Op 9 augustus werd hij kolonel van een korps Gelderse Jagers, dat een maand later en op initiatief van Court Lambertus van Beyma de Friese plaats Makkum zou bezetten. In eind augustus/begin september kreeg Utrecht bezoek van Jacques Pierre Brissot, een Franse journalist, die was vergezeld van een Geneefse bankier en republikein en de Markies Ducrest, secretaris van Philippe Égalité. Zij zagen een brutale Rijngraaf van Salm met een groep buitenlandse officieren, die zich over de Hollanders vermaakten. Het onbegrijpelijke gevoel van veiligheid van de opstandelingen gaf hen een idee over de afloop. Bij de nadering van het Pruisische leger, dat op bevel van Frederik Willem II van Pruisen de Republiek binnenviel, gaf Van Salm de stad Utrecht op zonder slag of stoot. Van Salm leek het belangrijker het gewest Holland, dat wil zeggen Woerden en Amsterdam beter te kunnen verdedigen. Zijn regiment trok zich terug op Amsterdam en uiteindelijk op Muiden en Weesp. De "snoeverige leegloper" Van Salm kreeg zware kritiek te verduren. Binnen een week zou Salm de stad Amsterdam zijn ontvlucht, omdat men het vertrouwen in hem had verloren.
Er zijn verschillende varianten op het vervolg. Er wordt beweerd dat hij enkele maanden verborgen zat in het huis van Henry Hope. Anderen menen dat hij zich in Jever ophield, destijds Russisch. De Nieuwe Nederlandse Jaarboeken vermelden dat hij naar zijn broer in Grumbach in Rijnland-Palts is gevlucht. Hoe het ook zij, Pieter Paulus, in de zomer van 1788 op bezoek in Parijs, weigerde hem te ontmoeten. Quint Ondaatje, de Utrechtse patriot, schreef in 1791 evenwel een verdediging.
Von Salm is vanwege zijn banden met het "Ancien Regiem" eind juli 1794 op de guillotine onthoofd, tezamen met Alexandre de Beauharnais, de minnaar van zijn zuster Amalie Zephyrine van Salm-Kyrburg.
Madame de Stael gaf vanaf 1797 in het Hôtel de Salm haar soirees. Vanaf 1804 zetelde het Legioen van Eer (Frans: Légion d'Honneur) in het Hôtel, dat in 1871 door brand werd verwoest. De villa werd herbouwd en wordt nu het "Palais de la Légion d'Honneur" genoemd. Henry Hope liet mogelijk het Hôtel de Salm in Haarlem kopiëren, ter plaatse bekend als de Landhuis Welgelegen.